# Lijst van burgemeesters van Kattendijke
Dit is een lijst van burgemeesters van de voormalige Nederlandse gemeente Kattendijke tot die gemeente in 1970 opging in de gemeente Goes.
| Ambtsperiode | Naam burgemeester                     | Partij of stroming | Bijzonderheden |
| ------------ | ------------------------------------- | ------------------ | --- |
| ? - 1813     | Jacobus Bosdijk                       |                    | tot zijn overlijden op 14 februari 1813 maire                                                                                       |
| 18?? - 1823  | Karel Meerman                         |                    | tot zijn overlijden in 1823 schout                                                                                                  |
| ??           | ??                                    |                    | |
| 1831 - 1848  | Martinus Pieter Blaaubeen             |                    | later burgemeester van Goes |
| 1848 - 1864  | Iman Gualtherus Jacob van den Bosch   |                    | |
| 1864 - 1894  | Gualtherus Jacob van den Bosch        |                    | |
| 1894 - 1905  | L.M. van Campen                       |                    | |
| 1905 - 1910  | J.L. Veltman                          |                    | |
| 1910 - 1917  | Abraham Lindeman van Bloemen Waanders |                    | later burgemeester van Hellevoetsluis                                                                                               |
| 1917 - 1939  | D. de Graaff                          |                    | |
| 1939 - 1949  | jhr.mr. Dirk (D.) van Doorn           |                    | |
| 1949 - 1954  | Adrianus (A.) Schipper                | PvdA               | later burgemeester van Kruiningen                                                                                                   |
| 1954 - 1966  | Piet (P.J.) Evers                     | PvdA               | later burgemeester van Kortgene |
| 1966 - 1968  | Adrianus (A.) Schipper                | PvdA               | waarnemend (was tot 1954 hier ook al burgemeester), tevens burgemeester van Kruiningen (1954-1970), later burgemeester van Oostburg |
| 1968 - 1970  | Pieter (P.) Daniëlse                  |                    | waarnemend, tevens burgemeester van Kloetinge                                                                                       |